# Bättre Lyss
Bättre Lyss var ett svenskt musikprojekt.
Bättre Lyss bestod av Rolf Hammarlund (sång, bas), Christer Palmquist (sång, piano), Rolf Johansson (trummor), Anders Nordh (gitarr, keyboards), Bo Klackenberg (gitarr), Hans 'Knutte' Knutsson (gitarr), Bo Wieslander (keyboards), Ulf Nordin (flöjt, saxofon, klarinett), Gunilla Eriksson (sång), Kerstin Backman (sång) och Kristina Näsström (sång).
Huvudmusiker Rolf Hammarlund, Rolf Johansson och Christer Palmquist som 1975 samlade ett antal vänner för att spela in albumet ...till den sträng som brast, än att aldrig spänna en båge (Musiklaget MLLP-6). Soundet påminner om Nordhs tidigare band Life och har politiska texter på svenska. Nordh spelade även med Trolls, King George Discovery, Blond och Figaro och Hammarlund blev senare musikproducent i radio och på TV.